# Zain Duraie
Zain Duraie (àrab: زين دريع, Zayn Durayʿ) (Amman) és una directora, escriptora i actriu jordana. És sobretot coneguda per haver participat en el curtmetratge Horizon.

## Biografia
Va néixer i es va criar a Amman, la capital de Jordània. Després, es va graduar a la Escola de Cinema de Toronto.
Va començar la carrera com a aprenenta a la productora cinematogràfica Philistine Films, sota la comanda de la cineasta Annemarie Jacir i la productora Ossama Bawardi.
El seu curtmetratge debut com a directora, Horizon, va guanyar en la categoria del millor dels films selectes al Festival Internacional de Curtmetratges de Palm Springs, el premi del públic al Festival de Cinema Francoàrab i el premi a millor jove cineasta al Festival Internacional de Cinema Femení d'Algèria. Tot i que la pel·lícula tracta el tema dels drets de les dones en una societat patriarcal, Duraie no s'identifica ideològicament com a feminista, sinó com a proigualtat.
El 2019, el seu segon curtmetratge, Give up the Ghost, es va estrenar competint en el Festival Internacional de Cinema de Venècia i va guanyar el premi al Millor Curtmetratge Àrab en el marc del Festival de Cinema d'El Gouna.

## Filmografia
| Curs | Títol             | Rol                   | Notes        |
| ---- | ----------------- | --------------------- | ------------ |
| 2013 | Horizon           | Guionista i directora | Curtmetratge |
| 2016 | In Overtime       | Actriu                | Curtmetratge |
| 2018 | The Box           | Actriu                | Curtmetratge |
| 2019 | Give up the Ghost | Guionista i directora | Curtmetratge |